# Theo Schildermans
Jean-Théodore 'Theo' Schildermans (Overpelt, 24 mei 1933 – Kongolo (Katanga), 1 januari 1962) was een Belgisch katholiek missionaris in Belgisch-Congo.
Theo Schildermans stamde uit een familie met negen kinderen uit Overpelt. De vader was mijnwerker in Zolder en kwam om tijdens een werkongeval in 1954. Op 20 december 1958 werd zijn zoon Theo priester gewijd in Leuven. In afwachting van zijn afreis naar Noord-Katanga, onmogelijk omwille van de onlusten daar, werkte hij onder andere als zondagskapelaan te Koningshooikt. Op 23 augustus 1961 trok hij in opdracht van de Congregatie van de Paters van de Heilige Geest naar Kongolo in Katanga in Belgisch-Congo. Hij werd samen met twintig andere andere missionarissen, onder wie dorpsgenoot Michel Vanduffel, door het Kongolees nationaal leger vermoord in Kongolo op nieuwjaarsdag 1962. Hij was de jongste van de slachtoffers.
Elk jaar is er in het Waalse Gentinnes een herdenkingsdag voor de slachtoffers van deze moordpartij aan de Chapelle-Mémorial Kongolo de Gentinnes. In het Congolese bisdom Kongolo is de bisschop in 2019 de procedure gestart om drie paters uit Pelt zalig te verklaren: Theo Schildermans (28), Michel Vanduffel (40) uit Overpelt en Desiré Pellens (41) uit Neerpelt. De vermoorde paters hebben een gedenksteen in Pelt. 